# Ratannagar
Ratannagar è una suddivisione dell'India, classificata come municipality, di 11.018 abitanti, situata nel distretto di Churu, nello stato federato del Rajasthan. In base al numero di abitanti la città rientra nella classe IV (da 10.000 a 19.999 persone).

## Geografia fisica
La città è situata a 28° 13' 47 N e 74° 56' 29 E.

## Società

### Evoluzione demografica
Al censimento del 2001 la popolazione di Ratannagar assommava a 11.018 persone, delle quali 5.536 maschi e 5.482 femmine. I bambini di età inferiore o uguale ai sei anni assommavano a 1.916, dei quali 977 maschi e 939 femmine. Infine, coloro che erano in grado di saper almeno leggere e scrivere erano 6.661, dei quali 3.995 maschi e 2.666 femmine.